# A Flock of Seagulls
A Flock of Seagulls népszerű brit új hullámos/szintipop együttes.

## Története
Az együttes 1980-ban alakult Liverpoolban. Nevüket a The Stranglers zenekar „Toiler on the Sea” című dalának szövegéből kapták. A klasszikus felállás a következő: a két testvér, mellettük Francis Lee Maudsley - basszusgitár és Paul Reynolds - gitár. Ez a felállás mára alaposan megváltozott, már csak Mike Score az egyetlen eredeti tag.
A zenekar híres lett zenészeinek különleges kinézetű hajáról is. Lemezkiadóik: Jive Records, I.R.S. Records, Cocteau Records. Leghíresebb dalaiknak az "I Ran (So Far Away)" és a "Space Age Love Song" számítanak, utóbbi még a 2006-os Grand Theft Auto: Vice City Stories videójátékban is szerepelt az egyik rádióadón.
Az együttes mára kultikus státuszt ért el (főleg tagjainak különleges kinézete miatt). Ennek ellenére akadt olyan kritikus, aki "szörnyű" jelzővel illette őket, illetve stílusuk miatt gyakran paródiák célpontjává is váltak.

## Tagok
- Mike Score - ének, billentyűk, gitár (1980-1986, 1988-)
- Gord Deppe - gitár (2017-)
- Kevin Rankin - dobok (2016-)
- Pando - basszusgitár (2004-)

## Diszkográfia
- A Flock of Seagulls (1982)
- Listen (1983)
- The Story of a Young Heart (1984)
- Dream Come True (1986)
- The Light at the End of the World (1995)
- Ascension (2018, újra rögzített dalok a Prágai Filharmonikus Zenekarral)
- String Theory (2021, újra rögzített dalok a Szlovéniai Szimfonikus Zenekarral)